# トロント大学
トロント大学（英語: University of TorontoまたはU of T）は、オンタリオ州、トロントに本部を置くカナダの州立大学。1827年創立、1850年大学設置。大学の略称はU of T。主要キャンパスはダウンタウン地区のクイーンズ公園周辺に位置する。カナダトップで、世界的にも非常に評価の高い名門大学である。特に人工知能分野でのディープラーニングの研究で世界に知られる。プログラムの多様性があり、学部は300 以上、大学院は80以上を数える。1853年にユニバーシティカレッジが設立されトロント大学連合が成立して以降、トリニティカレッジ、ビクトリア大学、セントマイケルズカレッジも運営している。キャンパス敷地内に美術館や遺跡、公園、博物館、歴史的建造物などがあり、セントジョージ、スカボロ、ミシサガに3つのキャンパスを持つ。

## キャンパス
トロント大学は3つのキャンパスで構成されており、現在は3つのキャンパスとも拡張工事が進められている。近年、40以上の施設が完成または改善されており完成途上のものもある。

### セントジョージ

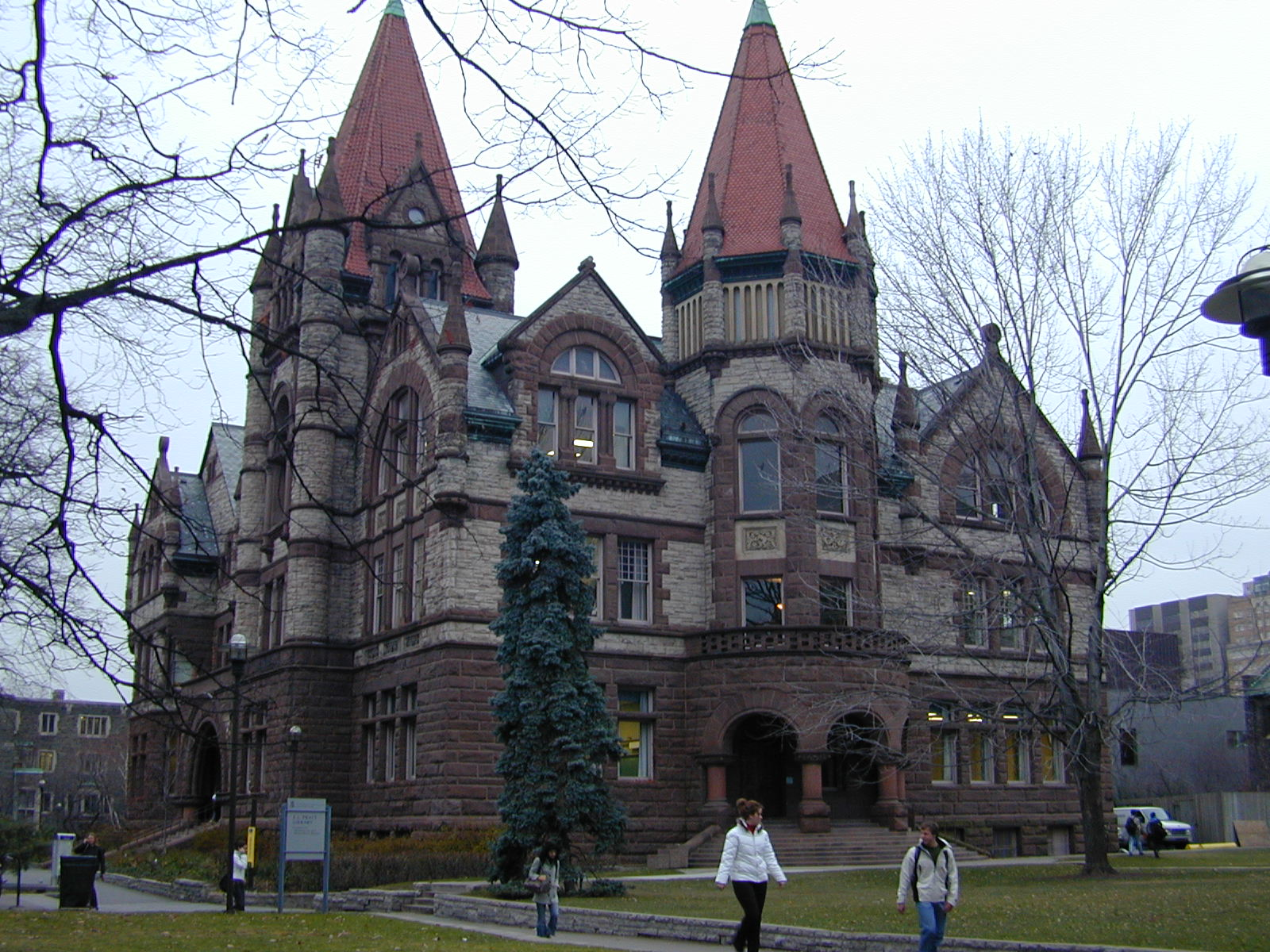
ビクトリアカレッジ

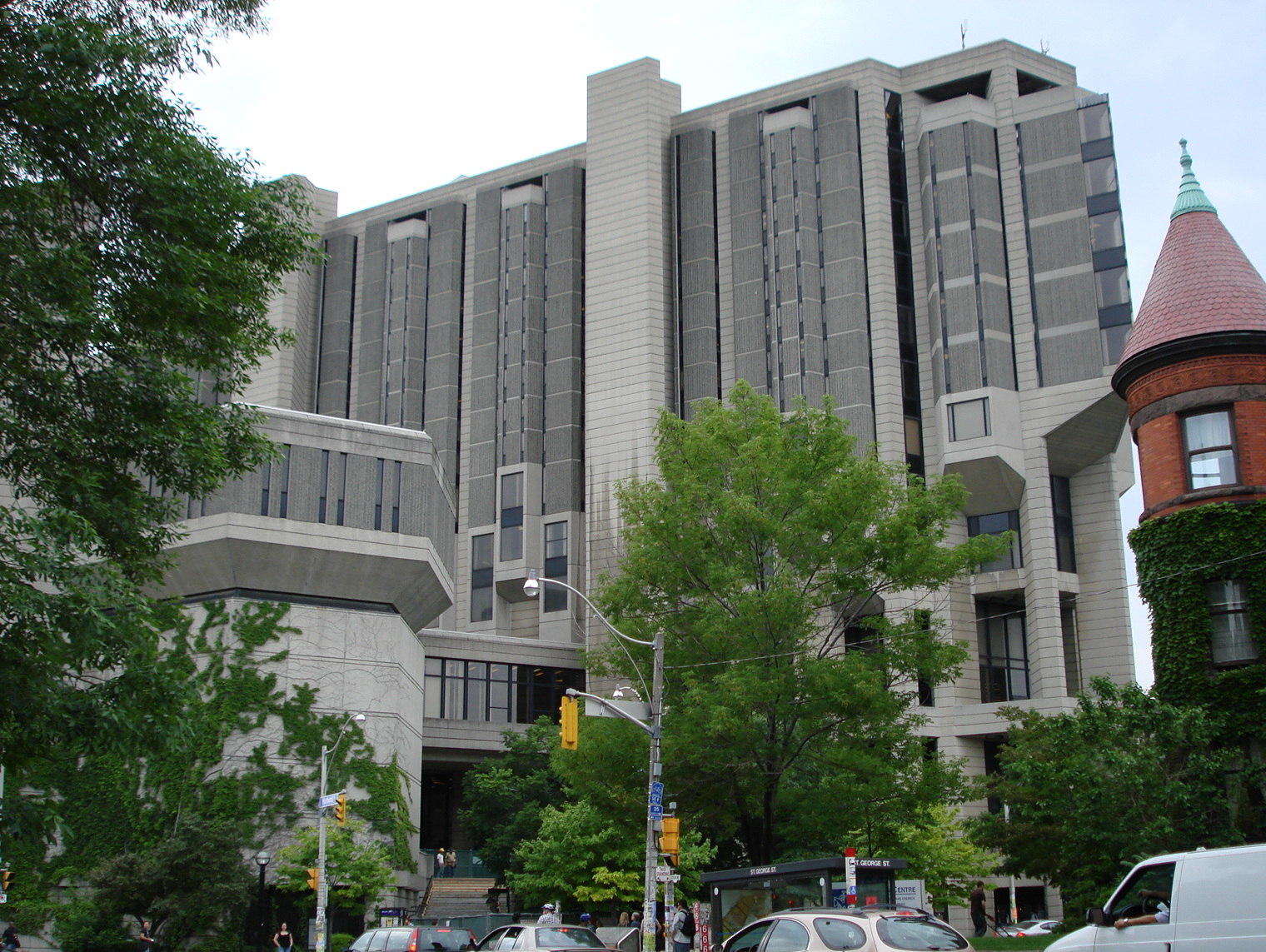
ロバーツ図書館

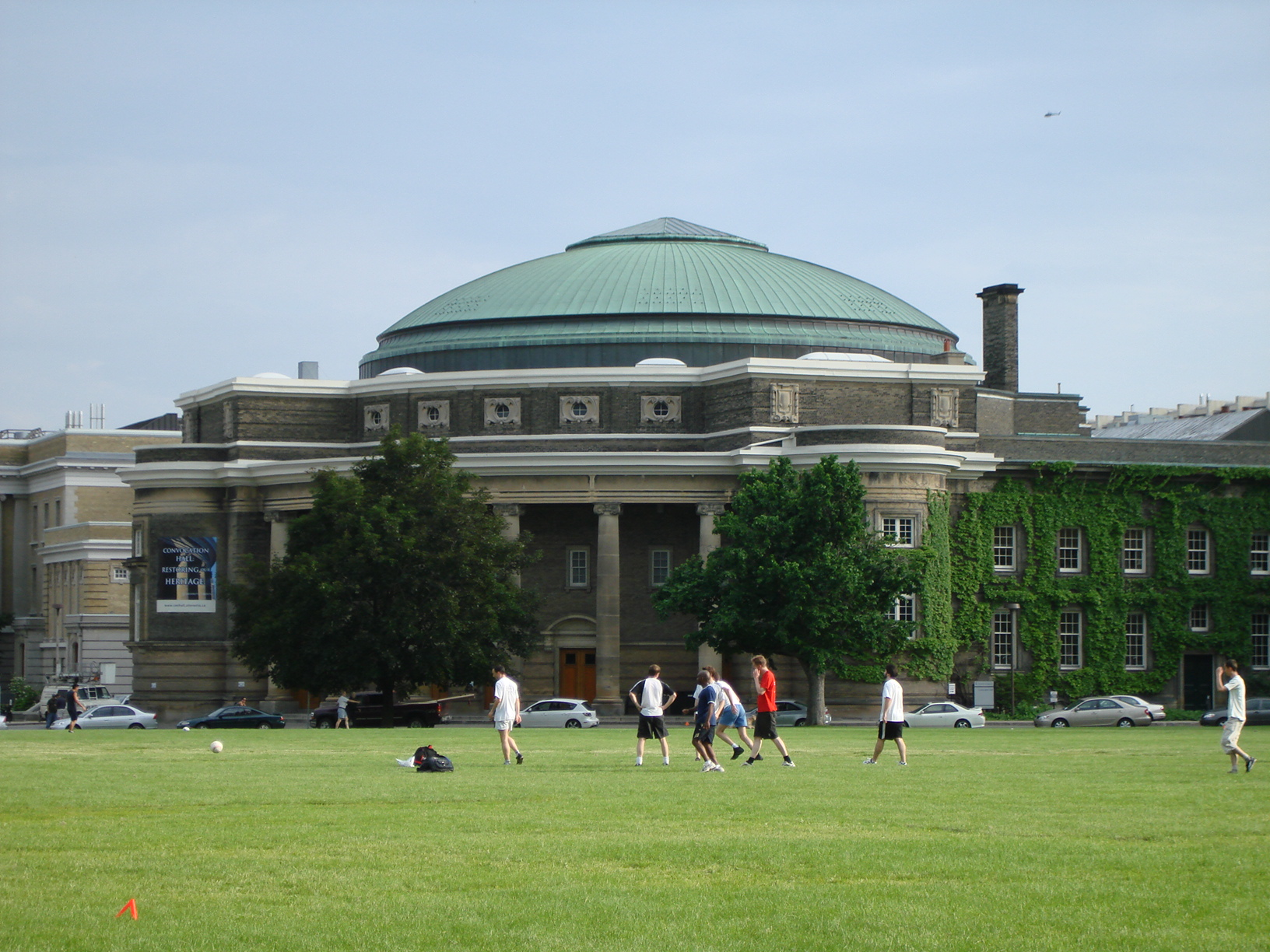
コンボケイションホール

セントジョージ・キャンパス（ダウンタウン・キャンパス）は3つの連合大学からなる4つの学部大学と3つのカレッジによって構成されている。この大学連合はもともと独立した大学であったが、後にトロント大学へと組み入れられた。
ダウンタウン・キャンパスは豊かな歴史建造物があることから観光名所となっており、映画撮影にもよく使われている。最も有名なのは1853年設立のユニバーシティカレッジ（University College）である。このキャンパスへは公共交通機関TTCでのアクセスが容易で、大学エリア内にはロイヤルオンタリオ博物館やオンタリオ州議事堂があるクイーンズ公園などが含まれる。

### ミシサガ
セントジョージ・キャンパスから30kmほど西に位置しているトロント大学ミシサガ校（UTM）は、郊外のミシサガに位置する。クレジット川の浅瀬にあり、キャンパスの面積は0.9 km²。現代的なキャンパス様式で、エリンデール地区にあることからエリンデール・キャンパスと呼ばれることもある。
シャトルバスでセントジョージ・キャンパスと結ばれている。
2006年10月10日、新しい図書館「ヘイゼル・マッキャリオン・アカデミック・ラーニング・センター」（ミシサガ市長の名にもとづく）がオープン。
近年UTMは医療研究の新しい拠点なることが決定し、トリリアム・ヘルス・センター（Trillium Health Centre）とクレジットバレー病院（Credit Valley Hospital）と提携した。

### スカボロ
ダウンタウン・キャンパスから30kmほど東にあるトロント大学スカボロ校（UTSC）は、トロント東部のスカボロ地区にあり、キャンパスの面積は1.2 km²。スカボロのハイランドクリーク地区にキャンパスの敷地があり経営学とコンピュータ学が著名。

## 歴史

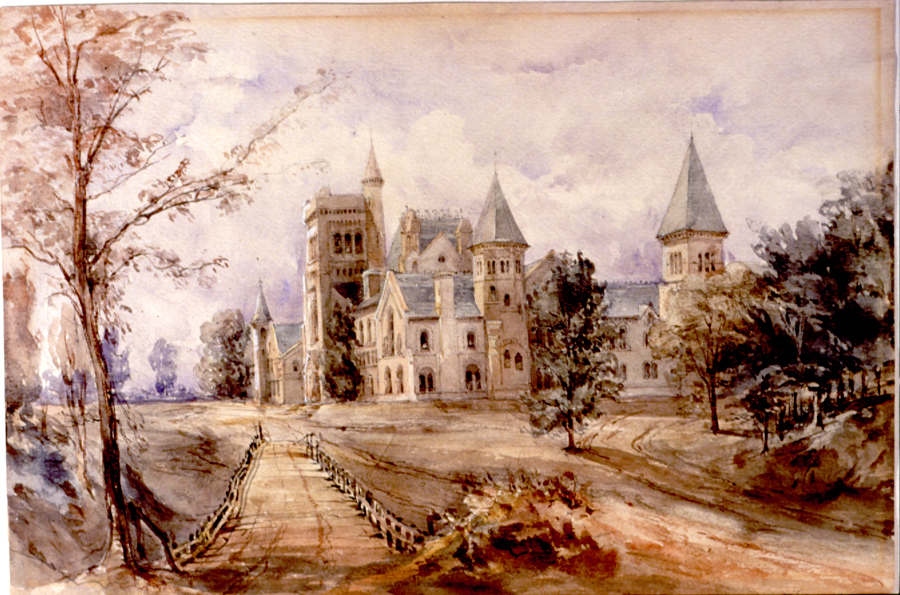
19世紀のユニバーシティカレッジ

トロント大学は1827年3月15日、キングス・カレッジが英国王室の認可（Royal Charter）を受けたことに始まる。キングス・カレッジ（King's College）はトロント英国教会の主教ジョン・ストラッチャン（John Strachan）によって創立された。この地域の住民のほとんどは英国教会系ではなかったものの、当初は英国教会の色彩が強い学校であった。後にアッパーカナダの統治のもと、1848年にキングス・カレッジは無宗教の教育機関へと変わり、1850年1月1日に「トロント大学」へと名称が変更された。
旧キングス・カレッジの建物は現在の州議事堂にあったが、廃校され、1853年、州内でより高度な高等教育を提供する「州のカレッジ（"The Provincial College"）」として、新しくユニバーシティ・カレッジがオープンした。
ユニバーシティカレッジは無宗教・無宗派の大学として設立されたが、トロント地域にある他の宗派の大学やカレッジはトロント大学連合（Federated universities）としてトロント大学に組み入れられた。これらの宗派系の大学にはカトリック系のセントマイケルズ・カレッジとメソジスト系のビクトリア大学、英国教会系のトリニティカレッジ大学がある。また、大学の体制はイギリスのロンドン大学連合をモデルとしている。
トロント大学が設立されてから20年の間に大学自体の建物が増え、トロント大学連合に加盟する小さな大学も増えた。オンタリオ州内には宗派の学校によるネットワークがあったが、これらの小さな私立学校は独自で運営するには困難を伴っていた。そして、多くの場合、不本意ながらもトロント大学連合に加盟する道を選んだ。トロント大学連合の「連合」はトロント大学内にあるそれぞれの大学やカレッジが自立性を維持したまま、トロント大学の施設をすべて利用できることを意味する。1892年にメソジスト系のビクトリア大学が、1904年には英国教会系のトリニティ・カレッジ、1910年にカトリック系のセントマイケルズ・カレッジがトロント大学連合に加盟しているが、今もそれぞれに独立性を維持している。現在、トロント大学は大学の法規則に相当する「"University of Toronto Act of 1971"」のもとに運営されている。
世界恐慌と世界大戦からの落ち込みの後、ベビーブーム期の1950年代から1960年代にかけてトロント大学は飛躍的な発展を遂げた。この期間に新しいカレッジがセントジョージ・キャンパス内に3つ、ニュー・カレッジとイニス・カレッジ、ウッズウォース・カレッジ、そのほかに郊外の西30kmほどの場所ミシサガにエリンデール・カレッジ（現在のトロント大学ミシサガ校）、東へ30kmほどのスカボロ地区にトロント大学スカボロ校の合わせて5つが設立された。
1980年代から1990年代にカナダの大学教育のあり方が大きく変わり、政府の年間予算から大学の助成金が削減された。これによって多くの大学が寄付やスポンサーによって成り立つ独立法人へと変わった。
トロント大学はカナダ経済の中心に位置し、商業地区へエリートを輩出する学校であったことから資金調達や寄付金を集めることに国内のどの大学よりも成功し、今日その額は15億カナダドルに上る。
1990年代から21世紀現在、今もなお、3つのキャンパスすべてにおいて拡大を続けている。

## 学生
フルタイムの学部生は約6万7千人と大学院生約1万5千名を合わせて8万2千名余りで在籍数はカナダ最多。アメリカを含めた北米全体でも5番目の規模を有する。
入学難易度も非常に高い大学ではあるが、学業の水準は高くトップの成績で卒業するのはさらに困難である。大学院においても、多くの分野でカナダトップにランクされ、世界中から優秀な研究生が集まる。
トロント大学は英国式のカレッジ（オックスフォード大学やケンブリッジ大学が採用しているものと同様）と呼ばれる学寮制（いわゆる単科大学や短期大学等のカレッジとはまったく別物）を採用している。ダウンタウンのセントジョージ・キャンパスの場合、学生は9つのカレッジのうちいずれかに属することになる。カレッジには男子寮、女子寮が併設されており、必ずしも入寮する必要はなく通学することもできるが、多くの学生（特に1、2年生）が入寮を希望し、共同生活を送っている（部屋は通常個室か二人部屋）。キャンパスライフの中でカレッジ対抗の催しも多く、巨大な大学の中で、学生が帰属意識を持てるシステムになっている。
北米では東アジア研究が盛んな大学としても知られており、東洋学部（東アジア学部）を設置しているほか、大学図書館から独立した組織が運営する専門の図書館「東アジア図書館」もある。よって、東アジア各国の大学と積極的に交流している。日本の大学では東京大学、京都大学、慶應義塾大学、早稲田大学、国際教養大学、法政大学などと交流がある。

## 組織
プログラムの多様性があり、学部は300以上、大学院は80以上を数える。医学、理工学、教育等多くの分野で、北米トップクラスであり、特にディープラーニングやアルツハイマーの研究では世界最高水準である。現在までに10人のノーベル賞受賞者を出し、学生だけでなく教授のレベルも北米トップクラスである。

## ランキング
The Times Higher Education World University Rankings of 2021では世界18位、2021年版QS World University Rankingsでは世界25位にランクされている。
コンピューターサイエンスの分野では世界10位に数えるなど、世界トップレベルの研究で知られ、とりわけ人工知能におけるディープラーニングの草分け的存在である、ジェフリー・ヒントン教授が所属することでも有名である。本校のビジネス・スクール（経営大学院）も有名で2006年のフィナンシャル・タイムズMBAランキングで世界24位（2005年は21位）に、ビジネスウィーク（Businessweek）のMBAランキングでは国際枠（アメリカの大学を除いた世界ランキング）で9位（2004年）にランクされている。特に金融工学の分野で実績を蓄積し、2000年には分野別ランキングで世界1位となった。

## 主な出身者
これまでに5人のカナダ首相を輩出している。また生理学・医学賞2人、物理学賞2人、化学賞2人、平和賞2人の計8人のノーベル賞受賞者を輩出している。

### ノーベル賞受賞者
- フレデリック・バンティング - インスリンの発見者。ノーベル生理学・医学賞受賞（1923）
- ジョン・ジェームズ・リチャード・マクラウド - インスリンの発見者。ノーベル生理学・医学賞受賞（1923）
- レスター・B・ピアソン - カナダの第14代首相。ノーベル平和賞受賞（1957）
- アーサー・ショーロー - ノーベル物理学賞受賞（1981）
- ジョン・ポラニー - ノーベル化学賞受賞（1986）
- バートラム・ブロックハウス - ノーベル物理学賞受賞（1994）
- ウォルター・コーン - ノーベル化学賞受賞（1998）
- ジェームズ・オービンスキ - 元国境なき医師団評議会議長。ノーベル平和賞受賞（1999）

### 政治家
- アーサー・マイエン - カナダ首相（第9代）
- ウィリアム・ライアン・マッケンジー・キング - カナダ首相（第10代）
- ポール・マーティン - カナダ首相（第21代）
- 谷岡郁子 - 民主党参議院議員、至学館大学学長

### その他
- ジョン・マクレイ[2]　- 『フランダースの野に（英語版）』の作者として知られる詩人・医師・軍人
- ノーマン・ベチューン - 医師
- ヴィクター・ガーバー - 俳優
- アーヴィング・ゴッフマン - 社会学者
- ジョン・チャールズ・フィールズ - 数学者 (フィールズ賞の提唱者)
- マーガレット・アトウッド - 作家
- マイケル・オンダーチェ - 作家
- ロン・コーブ - フルート奏者、作曲家
- デヴィッド・クローネンバーグ - 映画監督、俳優
- ドナルド・サザーランド - 俳優
- ノーマン・ジュイソン - 映画監督
- アラステア・イアン・ジョンストン - ハーバード大学教授、政治学者
- ジェフリー・バトル - 元フィギュアスケート選手、プロスケーター (現在も在籍、休学中)
- 林志玲 - タレント、モデル
- アグネス・チャン - 歌手、作家
- レズラ・マーティン（英語版） - 弁護士 (ルービン・カーターを助けたことで有名)
- アンドレス・カセカンプ - エストニアの歴史学者
- マイケル・ダナ - 作曲家
- 桂三輝 - 落語家
- 河辺満甕 - 関西学院大学教授、牧師
- 新川敏光 - 京都大学教授、政治学者
- 中島和子 - トロント大学名誉教授、言語学者
- 渡邊文麿 - パーリ仏教研究者
- エルフ・モノド・オノラ - 駐日ハイチ大使